# Saque bola
Saque bola  fue un programa de televisión emitido por Canal Sur en Andalucía y por su versión de satélite, Canal Sur Andalucía, en el resto de España dirigido por Tomas Summers y presentado por el humorista y presentador Emilio Aragón.

## Historia
Fue pionero de los programas concursos de chistes, el programa empezó a emitirse  el 28 de febrero de 1989 con unos datos de audiencia muy altos. Este programa solamente duro un año albergando más de 50 programas de una duración de 50 minutos aproximadamente.  Este concurso se ha convertido, con el paso del tiempo, en uno de los programas con más repercusión de Canal Sur TV. 
Los cantantes y artistas invitados a cada programa son de lo más relevante del panorama nacional de finales de los 80 y principios de los 90. De este programa aparecieron personajes como Mariano Mariano, Mané y Rafael Arosa.
Tras 22 años después de su estreno, en 2011, Canal Sur volvió a apostar por el formato con Manu Sánchez como presentador. 
En el programa La Noche D de Televisión Española, el actor y humorista Dani Rovira reservo para el final un homenaje a Saque Bola, la batalla de chistes la protagonizaron Los Morancos en un lado y Comandante Lara y el propio Dani Rovira en el otro equipo. En la batalla fueron expidiendose chistes según la temática escogida al azar por Pepe Viyuela: de borrachos, de médicos, de matrimonios.

## Formato
El programa se emitía cada jueves, el cual comenzaba a las 22:00. El programa consistía en recibir a diferentes participantes por equipos para contar los mejores chistes, donde dos equipos luchaban en conjunto para ver quién era el ganador de un disparatado concurso de chistes y de pruebas de lo más ocurrentes y divertidas.
Emilio Aragón presentaba a Josele (humorista) que sería parte del jurado que calificaría a los concursantes y como realizador contaba con José María Fraguas De Pablo